# Zimmergymnastik
Als Zimmergymnastik, als solche 1854 von Moritz Schreber eingeführt, bezeichnete man im 19. Jahrhundert das Betreiben von geregelten Leibesübungen, soweit sie in Wohnräumen ohne viele Geräteausrüstung ausgeführt werden können. Sie kann teils als reine Heilgymnastik und teils wegen allgemeinem Bewegungsmangel ausgeführt werden.
Die Gymnastik bestand meist aus Freiübungen im Stehen oder Liegen sowie den Hantel- und Stabübungen u. ä.
Von den zur Zimmergymnastik verwendbaren Geräten galt als das vielseitigste der so genannte Baconsche Apparat, welcher teils als Schaukelringpaar zu Hang und Stütz, teils als Reck dienen konnte.